# Polonia 1
Polonia 1 è un canale televisivo polacco nato nel 1993, trasmette sul satellite Hotbird, via cavo nelle varie piattaforme televisive, e nella televisione terrestre in syndication con 12 emittenti televisive locali. Appartiene alla Polcast Television.

## Storia
Dopo la caduta del regime comunista in Polonia, nacquero alcune televisioni locali che ruppero il monopolio dell'azienda radiotelevisiva statale TVP. Il 17 marzo del 1993 venne creato un canale televisivo privato nazionale chiamato Polonia 1, che trasmetteva nelle frequenze di dodici emittenti locali. Esso è stato creato dall'imprenditore sardo Nicola Grauso.
I programmi di Polonia 1 venivano registrati in videocassette VHS e poi distribuite alle emittenti locali affiliate. La programmazione era pomeridiana (dalle 16,30 a mezzanotte) ed era costituita da telenovelas sudamericane, serie tv statunitensi e da anime, cioè cartoni animati giapponesi, il resto della programmazione era costituito dai programmi delle emittenti affiliate.
Polonia 1 ebbe un grande successo.
Nel 1994 partecipò a un concorso per ottenere una frequenza per trasmettere in tutto il territorio nazionale, ma lo perse perché il 33% del suo capitale apparteneva ad imprenditori stranieri. 
Il 29 agosto 1994 due emittenti locali affiliate a Polonia 1 dovettero chiudere perché le loro frequenze dovevano essere usate per usi militari. Due settimane dopo iniziò le trasmissioni analogiche satellitari  attraverso il satellite Eutelsat, in seguito Polonia 1 per motivi legali fu costretto a trasmettere esclusivamente via satellite.
Nel febbraio 1996 Nicola Grauso vendette Polonia 1 alla società Finmedia per 12 milioni di dollari.

## Emittenti affiliate
Quando Polonia 1 era disponibile nella televisione analogica terrestre, trasmetteva nelle frequenze delle seguenti televisioni locali:
- PTV Morze (Szczecin)
- Tele-Top (Gdynia)
- PTV Copernicus (Olsztyn)
- TVex (Bydgoszcz)
- TV-ES (Poznań)
- Tele 24 (Łódź)
- Nowa Telewizja Warszawa (Varsavia)
- PTV Echo (Wrocław)
- PTV Opole (Opole)
- PTV Rondo (Katowice)
- PTV Krater (Cracovia)
- Telewizja Niezależna (Lublino)
- TV Centrum (Kalisz)

## Programmi trasmessi da Polonia 1

### Serie televisive
- MacGyver
- A-Team
- Magnum PI
- Mai dire sì
- T. and T.
- Scuola di football
- I Robinson
- Club Hawaii
- Hélène e i suoi amici

### Cartoni animati
- Il fichissimo del baseball
- Bia, la sfida della magia
- Lo specchio magico
- Il fantastico mondo di Paul
- General Daimos
- Dash Kappei
- Hela Supergirl
- Capitan Tsubasa
- Biancaneve e i sette nani
- Il libro della giungla (serie del 1989)
- Lucy May
- Lilli un guaio tira l'altro
- Mila e Shiro due cuori nella pallavolo
- Cantiamo insieme
- Sally la maga
- Una sirenetta tra noi
- L'Uomo Tigre
- Calendar Men
- Mary Bell
- Yattaman
- La leggenda di Zorro
- Looney Tunes

### Telenovele
- Celeste
- Celeste 2
- Quanto si piange per amore
- Perla nera
- Il segreto di Jolanda
- Alguien te mira
- Maria Maria
- Figli miei, vita mia
- Amor en custodia
- Ti chiedo perdono
- Passioni
- Mariana, il diritto di nascere
- Fra l'amore e il potere
- Dulce enemiga
- Sol de Batey
- Manuela
- Stellina
- Cuore di pietra
- Urok namiętności
- I cento giorni di Andrea